# Risvolto

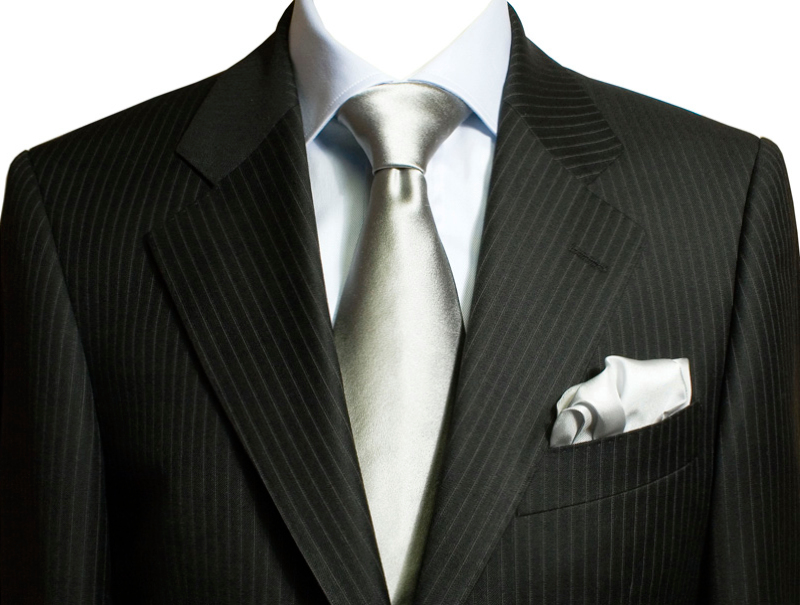
Un vestito elegante con risvolto dentellato

I risvolti sono i lembi di stoffa piegati sulla parte anteriore di una giacca o di un cappotto e sono più comunemente presenti su abiti formali e giacche eleganti. Di solito si formano piegando i bordi anteriori della giacca o del cappotto e cucendoli sul colletto.
Ci sono tre forme base di risvolto: dentellato, a punta (anche detti a lancia) e a scialle. I risvolti dentellati, i più comuni, sono solitamente visti su tailleur da lavoro e su giacche più casual come blazer e cappotti sportivi. I risvolti a punta sono più formali e quasi sempre usati sulle giacche a doppio petto, ma spesso appaiono anche su quelli monopetto. I risvolti a scialle sono solitamente portati da smoking e giacche a disordine.